# Ministério da Infraestrutura (Suécia)
| Ministério da Infraestrutura Infrastrukturdepartementet         |                       |
| www.regeringen.se/sveriges-regering/infrastrukturdepartementet/ |                       |
| Criação                                                         | 21 de janeiro de 2019 |
| Atual ministro                                                  | Tomas Eneroth         |

O Ministério da Infraestrutura (I) é um ministério proposto no gabinete do governo sueco. Em seu discurso de governo em 21 de janeiro de 2019, o primeiro-ministro da Suécia Stefan Löfven anunciou que um Departamento de Infraestrutura seria estabelecido e cujo ministro seria Tomas Eneroth. Além disso, o ministro do Governo, Anders Ygeman, também ficaria no Ministério. No Ministério da Infraestrutura, as questões relativas à infraestrutura, energia e digitalização devem ser tratadas.
O antecessor do Ministério da Infraestrutura é o Ministério das Comunicações, que foi fechado em 31 de dezembro de 1998. Durante o período 1999–2019, as questões de infraestrutura foram tratadas pelo Ministério da Economia.